# Scott Perry (basket-ball)
Pour les articles homonymes, voir Scott Perry.
Scott Perry, né le 25 novembre 1963, à Détroit, au Michigan, est un joueur, entraîneur et dirigeant américain de basket-ball. 

## Biographie
Scott Perry est dirigeant aux Pistons de Détroit de 2000 à 2007, puis passe une saison aux SuperSonics de Seattle en tant que general manager adjoint. Il revient aux Pistons en tant que vice-président des opérations basket-ball de 2008 à 2012. Il est engagé en juillet 2012 par le Magic d'Orlando en tant que vice-président et general manager adjoint. Le 21 avril 2017, Perry est recruté par les Kings de Sacramento en tant que vice-président des opérations basket-ball. Trois mois plus tard, le 14 juillet 2017, Perry est engagé en tant que general manager par les Knicks de New York. En compensation, les Knicks donnent aux Kings leur second choix de la draft 2019, ainsi qu'une somme d'argent. Il reste aux Knicks jusqu'en 2023.
En avril 2025, les Kings de Sacramento nomment Perry au poste de general manager.